# Mora (Suécia)
Mora ( ouça a pronúncia) é uma cidade sueca situada no centro da província histórica da Dalecárlia (Dalarna), e localizada entre o lago Siljan e o lago Orsasjön. 
Tem cerca de 11 000 habitantes, e é sede da comuna de Mora, pertencente ao condado de Dalarna.
Está situada a 30 km a noroeste da cidade de Rättvik.

## Comunicações
- Estrada europeia E45 - rodovia ligando Karesuando na Suécia a Gela na Itália.
- Aeroporto de Mora-Siljan (Mora-Siljan flygplats; a 7 km de Mora)

## Economia
A economia de Mora está dominada pela indústria manufatureira (aparelhagem elétrica, móveis, e facas regionais), pelo turismo e pelo artesanato.

## Património turístico e cultural
- Estância de Esqui de Sälen
- Corrida de Vasa (Vasaloppet) – A meta da competição fica em Mora
- Museu da Corrida de Vasa (Vasaloppsmuseum)
- Monumento ao rei Gustav Vasa (Vasamonumentet)
- Estátua de Gustav Vasa, feita por Anders Zorn
- Cavalo de Dalarna (dalahäst)
- Faca de Mora (Morakniv)
- Casa-museu de Zorn (Zorngården)
- Museu de Zorn (Zornmuseet)

## Personalidades ligadas aMora
- Anders Zorn – Pintor sueco
- Dan Andersson - Compositor popular sueco